# Фунаду
Фунаду (мальд. ފުނަދޫ) — город на севере Мальдивской Республики, административный центр атолла Шавийани.

## Географическое положение
Город расположен на одном из 51 острова атолла Шавийани, находящегося в акватории Лаккадивского моря. Абсолютная высота — 0 метров над уровнем моря.
Фунаду расположен на расстоянии приблизительно 220 километров к северо-северо-западу (NNW) от Мале, столицы страны.

## Население
По данным переписи 2006 года численность населения Фунаду составляла 1599 человек, из которых мужчины составляли 48 %, женщины — соответственно 52 %.
Динамика численности населения города по годам:
| 1995 | 2000 | 2006 |
| ---- | ---- | ---- |
| 432  | 799  | 1599 |

Население города по возрастному диапазону по данным переписи 2006 года распределилось следующим образом: 47,3 % — жители младше 18 лет, 12,7 % — между 19 и 25 годами, 34 % — от 26 до 64 лет, 6 % — в возрасте 65 лет и старше. Уровень грамотности населения составлял 97, 53 %.

## Транспорт
Ближайший аэропорт — Международный аэропорт Ханимаду.